# TranstyX
TranstyX est une pièce de théâtre tunisienne écrite et réalisée par Moncef Zahrouni en 2019 et produite par Zeyneb Farhat. Elle discute le sujet de la transidentité dans la société tunisienne.

## Nom
Le titre de la pièce est à la base la réunion de deux termes : « Trans », un mot latin qui signifie l'au-delà et le changement, et « Styx », un fleuve et point de passage dans la mythologie grecque. Le titre reflète donc l'événement principal décrit tout au long de la pièce, qui est la transition d'un sexe à un autre par le personnage principal, Tina.
Une autre interprétation proposée par le réalisateur est que le nom fait référence à la mer Méditerranée qui est traversée chaque année par des milliers de Tunisiens, dont des personnes trans, qui cherchent à fuir leur entourage et rejoindre l'Europe, qui représente pour eux le refuge et la liberté.

## Synopsis
TranstyX aborde le sujet de la transidentité dans la société tunisienne au XXIe siècle, surtout après la révolution, à travers la discussion entre Tina, une femme trans qui vient de subir sa dernière opération de conversion de sexe à Londres à l'âge de 27 ans, et son ange gardien, Stella, qui lui fait revivre des souvenirs, depuis son enfance jusqu'à son coma consécutif à sa chirurgie.
À travers la pièce, le réalisateur essaie de reconstruire une identité pour la communauté trans en Tunisie dont les membres sont considérés comme citoyens de deuxième rang par les politiciens et les institutions religieuses. De plus, il veut instaurer au sein du public une nouvelle terminologie plus inclusive et plus tolérante en rapport avec la question de la transidentité, afin de pourvoir rendre le débat autour de ce sujet possible et ultérieurement changer l'opinion publique. Selon lui, l'art en général est un outil d'activisme très efficace pour la communauté LGBT+ en Tunisie et partout dans le monde, et qu'une approche visant à changer la mentalité de la base de la pyramide sociale est plus importante car, une fois achevé, les politiciens ne pourront pas ignorer les demandes de changement des masses.
Surtitrée en anglais et en français, la pièce est interdite aux personnes âgées de moins de seize ans.

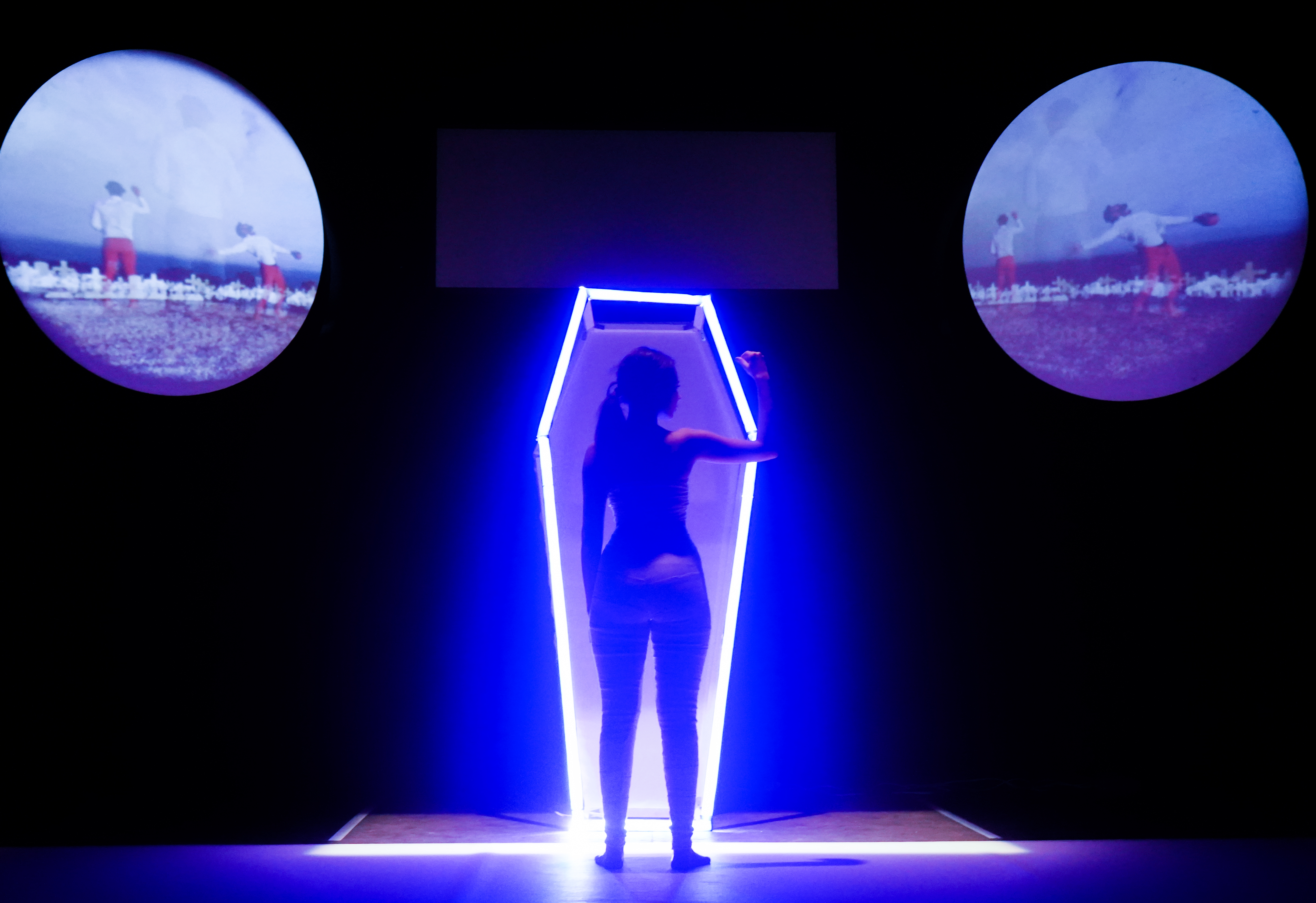
Tina en train de regarder Dave disperser ses cendres.
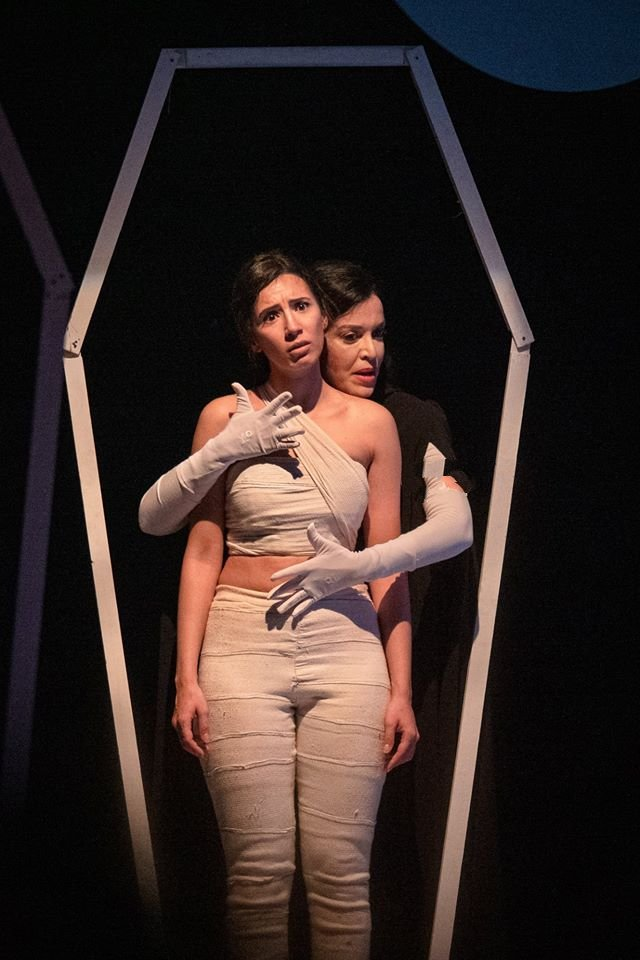
Première rencontre entre Tina et Stella.
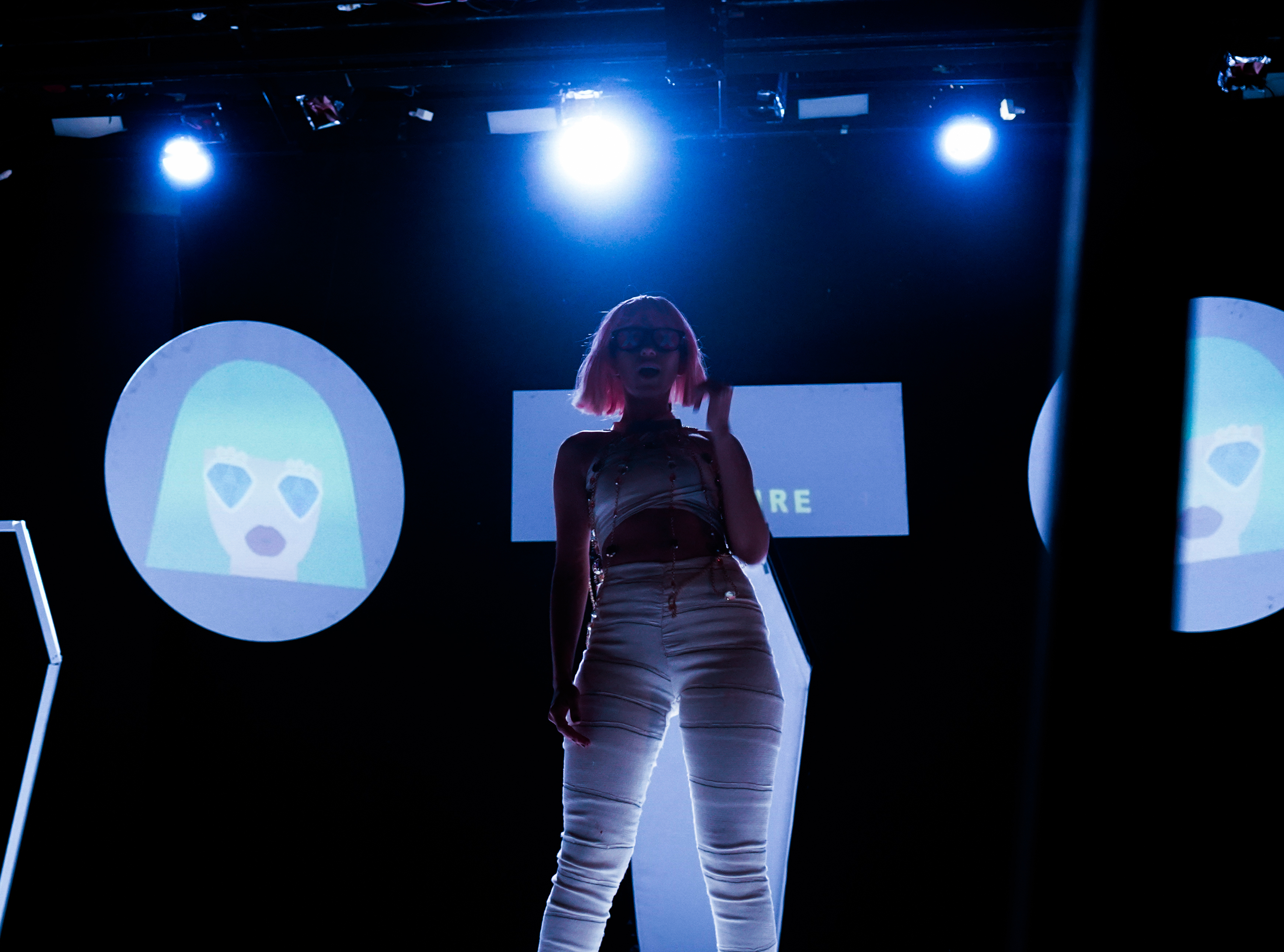
Tina interprétant le rôle de LadyT.

## Fiche technique
- Texte, dramaturgie et mise en scène : Moncef Zahrouni
- Production et relations publiques : Zeyneb Farhat
- Cheffe de projet Agile et chargée de communication : Boutheina Chebbi
- Scénographie : Walid Hassir et Moncef Zahrouni
- Lumières : Mohamed Ziden
- Costumes, accessoires et maquillage : Seif Eddine Ben Slimane
- Illustration et design graphique : Bochra Jallali
- Chorégraphie : Haroun Ayari
- Vidéo live action : Rassene Gacem
- Vidéo 2D-3D : Narjess Boualleg
- Photographie : Asma Laajimi
- Titres français: Linda Kaboudi
- Titres anglais et surtitrage : Jasmin Chebil
- Gestion de la production et comptabilité : Ines Jebali
- Musique originale : Sariah Zahrouni et Moncef Zahrouni

## Distribution
- Sonia Hedhili : Tina
- Amina Ben Doua : Stella, l'ange gardien

## Sponsors et partenaires
Il s'agit de l'un des projets de l'association tunisienne Zanoobya, qui œuvre pour le développement durable et la citoyenneté, mis en place avec le soutien du théâtre privé El Teatro. Le projet est soutenu financièrement par des institutions gouvernementales (ambassade de Suisse en Tunisie, Institut français de Tunisie et The European Endowment for Democracy). Deux partenariats sont réalisés dans le cadre du projet : un avec l'École supérieure de l'audiovisuel et du cinéma pour la réalisation des vidéos dans les studios de l'école et un avec l'association Mawjoudin.

## Adaptation
La pièce de théâtre est adaptée au cinéma par son metteur en scène Moncef Zahrouni. Le film sort le 22 février 2023 dans les cinémas de Tunisie.